# ران واوتر
ران واوتر (به انگلیسی: Ron Vawter) (زاده ۹ دسامبر ۱۹۴۸-درگذشته ۱۶ آوریل ۱۹۹۴) بازیگر آمریکایی بود.
از فیلم‌های معروف او می‌توان به بازی در جانی سوئید اشاره کرد.